# Victor von Stedingk
Victor Karl Ernst Berend Heinrich von Stedingk, född den 11 november 1751 i Letzau i Svenska Pommern, död den 30 augusti 1823 i Stockholm, var en svensk friherre och sjömilitär (generalamiral). Han var bror till Curt von Stedingk.

## Biografi
Efter att ha vistats i Uppsala antogs han till kadettskolan i Karlskrona och utnämndes efter sin sjöofficersexamen 1768 till löjtnant vid Amiralitetet 1769 sedan han bland annat på kronans lastdragare gjort sjöresor. Stedingk sökte och erhöll 1770 kunglig tillåtelse att ägna sig åt utrikes sjöfart och tjänstgjorde, dels såsom frivillig på spanska örlogsskepp, dels som kofferdikapten på genuesiska och preussiska fartyg. Vid sin återkomst till Sverige befordrades han 1774 till kapten vid amiralitetet, 1777 till major vid örlogsflottan och blev samma år artillerimajor vid svenska eskadern av arméns flotta. Efter att 1778 ha blivit utnämnd till överadjutant ingick han tillsammans med brodern i fransk krigstjänst och deltog med utmärkelse i franska truppernas landstigning och erövring av öarna Grenada och Saint Martin. 1784 överstelöjtnant vid arméns flotta, erhöll han vid finska krigets utbrott befälet över fregatterna Freden och Sprengtporten. Han deltog, under de båda krigsåren, i sjöslaget vid Hogland, reträtten ur Viborgska viken, då han kommenderade avantgardet ur arméns flotta och med sitt fartyg Styrbjörn trängde igenom de ryska örlogsskeppens linje omedelbart efter Dristigheten, samt i slaget vid Svensksund. Stedingk kommenderade vid Svensksund med stor skicklighet centern av svenska skärgårdsflottan. Befordrad till överste i armén 1790 blev han 1793 generaladjutant hos kungen och samma år konteramiral i skärgårdsflottan, chef för Åbo eskader samt ledamot av Rikets allmänna ärendens beredning, utnämndes 1802 till viceamiral och insattes följande året, sedan han nyss förut blivit chef för Göteborgs eskader, till ledamot i förvaltningen av sjöärendena. von Stedingk blev 1809 generaladjutant för flottorna och samma år amiral, 1811 chef för förvaltningen av sjöärendena och flottans konstruktionskår samt naturaliserad svensk adelsman och friherre samt slutligen 1818 generalamiral.

## Utmärkelser[1]
- Riddare av Svärdsorden, 28 september 1779
- Franska Militärförtjänstorden, 5 mars 1780
- Hedersvärja utdelad av Gustav III efter Gustav III:s ryska krig, 1790[2]
- Svensksundsmedaljen
- Kommendör av Svärdsorden, 24 november 1794
- Kommendör med Stora Korset av Svärdsorden, 1 mars 1805
- Riddare med Stora Korset av 1. klass av Svärdsorden, 9 juli 1817